# Спартак (хоккейный клуб, Москва)
«Спарта́к» — российский хоккейный клуб из Москвы, выступающий в Континентальной хоккейной лиге. Основан в 1946 году. Четырёхкратный чемпион СССР (1962, 1967, 1969, 1976), двукратный обладатель Кубка СССР (1970, 1971), двукратный финалист Кубка европейских чемпионов (1970, 1977).

## История

### Основание клуба (с 1946 по 1960)
Московский «Спартак» был основан в 1946 году. Команда участвовала в самом первом чемпионате СССР сезона 1946/47, завоевав бронзовые медали. Через год клуб поднялся на позицию выше и занял второе место.
21 декабря 1946 года, за день до старта чемпионата, газета «Советский спорт» опубликовала составы команд первого чемпионата страны по хоккею с шайбой. В первый состав «Спартака» входили: вратари — Глеб Белянчиков и Валентин Гранаткин (впоследствии стал вице-президентом ФИФА); защитники — Анатолий Сеглин, Борис Соколов, Виктор Соколов, Николай Морозов (все — футболисты «Спартака»); нападающие — Валентин Захаров, Иван Новиков, Зденек Зикмунд, Георгий Глазков, Олег Тимаков и Николай Дементьев. Тренером команды являлся Александр Иванович Игумнов, его помощниками были Зденек Зикмунд и Анатолий Сеглин.
12 января 1946 в Москве начались финальные матчи чемпионата. В первой встрече «Спартак» победил московское «Динамо» со счётом 1:0. В следующем матче хоккеисты клуба уступили ЦСКА, которые в первом матче победили «Динамо». После первого круга в лидеры вышли хоккеисты ЦДКА. Решающим в финальном турнире стала крупная победа во втором круге московского «Динамо» над «Спартаком» — 6:1.
В следующем году, одержав восемь побед в десяти матчах при одной ничьей «Спартак» возглавил турнирную таблицу. 25 января «Спартак» потерпел поражение от ЦДКА. После этого проигрыша они одержали подряд семь побед. Армейцы тоже во втором круге не потеряли ни одного очка, что не позволило «Спартаку» потеснить их с первого места.
К сезону 1948/49 «Спартак» понёс ощутимые кадровые потери. В команду ВВС перешли Исаев, Зикмунд и Новиков. Вскоре к ним присоединился Юрий Тарасов. Команда в одночасье лишилась почти всех своих лучших игроков, причём значительно укрепив своих конкурентов. С 30 ноября по 26 декабря в сборах участвовали: Дмитрий Петров, Борис Соколов, Николай Нилов, Зенонас Ганусаускас, Валентин Захаров, Игорь Нетто, Владимир Новожилов, В. Николаев, Дмитрий Уколов, Георгий Глазков, Анатолий Сеглин. Старшим тренером и начальником команды был утверждён Игумнов А. И.
Существенные потери в составе сказались на итоговом положении команды — пятое место. На десять с лишним лет команда перестала претендовать на призовые места.

### Становление команды (1960 по 1970)
Сменивший в 1958 году Анатолия Владимировича Сеглина на посту старшего тренера Александр Иванович Игумнов пошёл на резкое омоложение команды, привлекая в основном своих, спартаковских, воспитанников — братья-близнецы Борис Майоров и Евгений Майоров, Дмитрий Китаев, Вячеслав Старшинов. С 17-го места, занятого «Спартаком» в 1960 году, в следующем году команда шагнула на шестое место. В том же году «Спартак» впервые делегировал в национальную сборную страны трёх хоккеистов. Это были Борис и Евгений Майоровы и Вячеслав Старшинов — первая тройка «Спартака».
В 1962 году «Спартак» впервые стал чемпионом страны. Средний возраст команды — 23 года.
«К зрелости» команду привёл Всеволод Михайлович Бобров. В это время серьёзной силой становились молодые Александр Якушев и Владимир Шадрин. Тогда же появился в «Спартаке» Виктор Зингер. Были приглашены в команду перспективные Владимир Мигунько, Александр Мартынюк и Евгений Зимин, а также защитник Виктор Блинов.
В сезоне 1966/67 «Спартак» второй раз в своей истории стал чемпионом страны. После победного сезона Боброва ушёл тренировать футбольную команду ЦСКА. Через некоторое время старшим тренером стал Николай Карпов В 1969 году команда снова стала чемпионом.

### С 1970 по 1990 годы
Следующее десятилетие не было столь ярким и стабильным. Главным минусом было то, что приток воспитанников школы сильно сократился. Второе обстоятельство — частая смена тренерского состава. Тем не менее в 1976 году спартаковцы, когда команду вновь возглавил Николай Карпов, в четвёртый раз стали чемпионами СССР.
В конце 1979 года команду принял Борис Павлович Кулагин. В неё были приглашены известные хоккеисты, игроки сборной СССР, такие, как Сергей Капустин, Сергей Шепелев, Виктор Тюменев, Александр Кожевников, и многие другие. Команда стала более организованной и дисциплинированной. Под руководством Кулагина «Спартак» стал бронзовым (1980) и четыре сезона подряд серебряным (1981—1984) призёром чемпионата СССР.
С уходом Кулагина в разные годы «Спартак» тренировали Владимир Шадрин, Евгений Зимин, Борис Майоров, Александр Якушев, Валентин Гуреев, Виктор Шалимов, Вячеслав Анисин, Фёдор Канарейкин, Николай Соловьёв, Сергей Шепелев, Милош Ржига. Наибольшего успеха команда достигла в 1991 и 1992 годах, став серебряным и бронзовым призёром чемпионата страны. «Смутное» время девяностых сильно сказалось на положение клуба. Команда потеряла свой облик, свою игру. Дважды «Спартак» опускался из Суперлиги в Высшую лигу и дважды возвращался.

## Домашняя арена в чемпионатах КХЛ

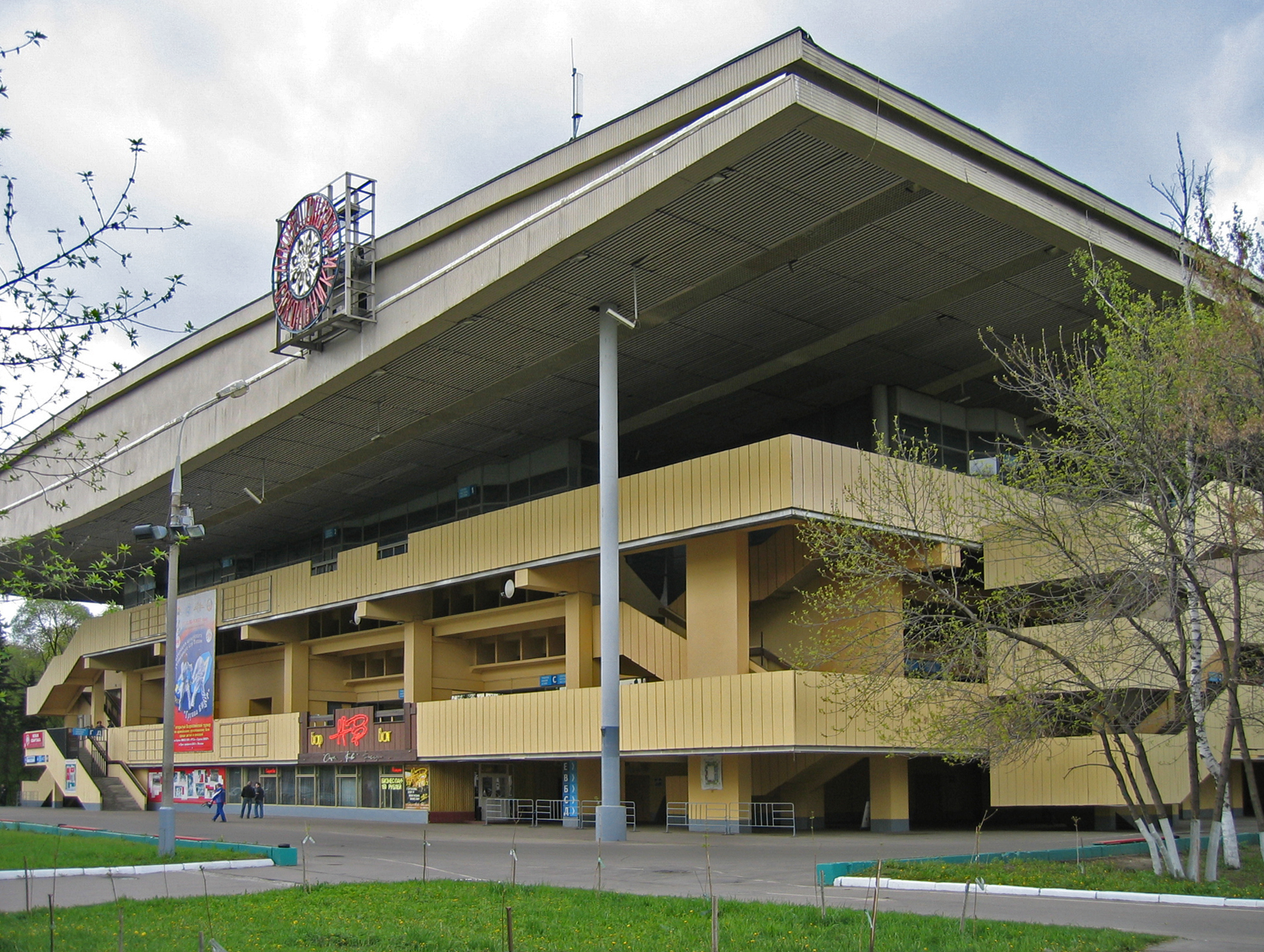
ДЦ «Сокольники»
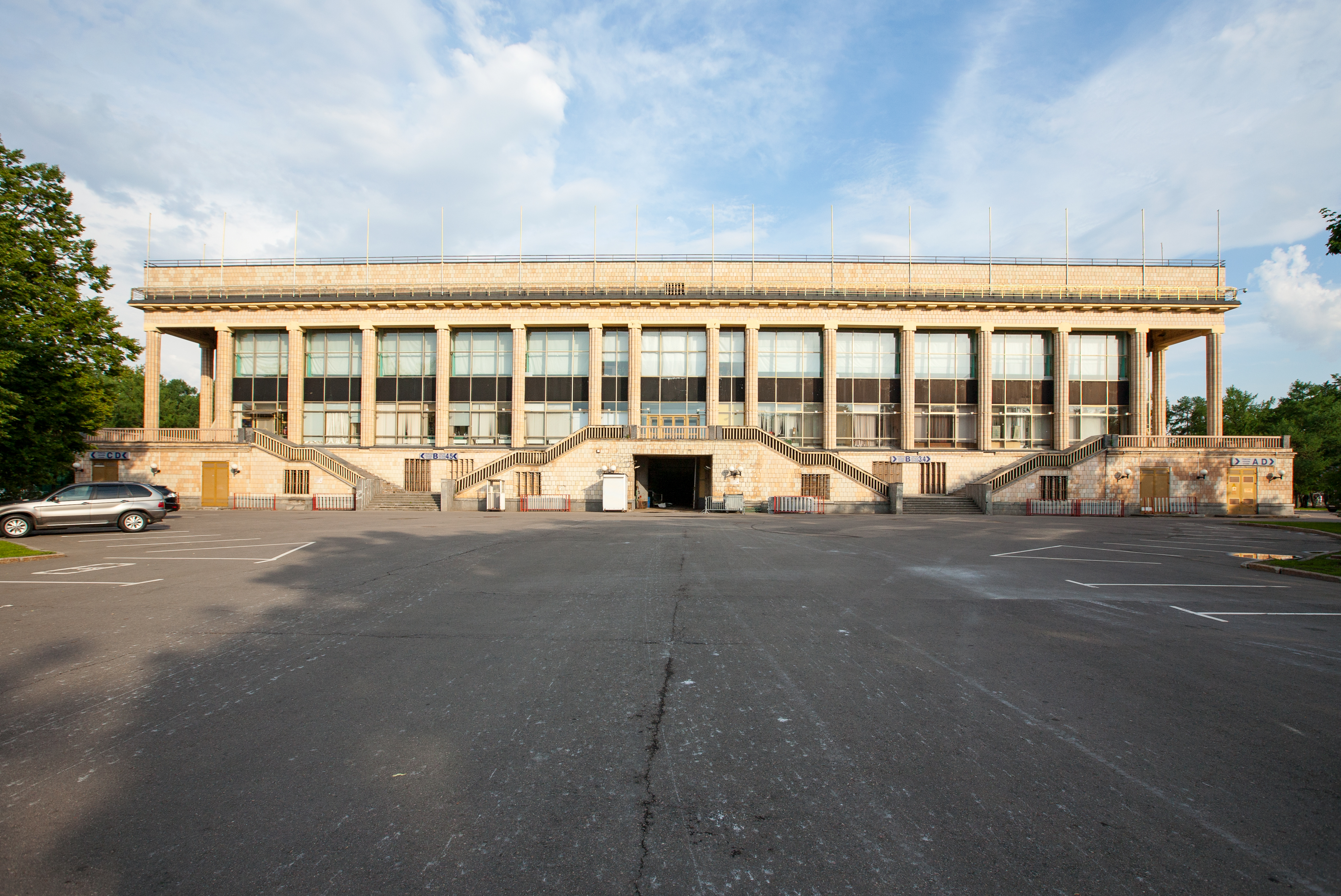
МСА «Лужники»
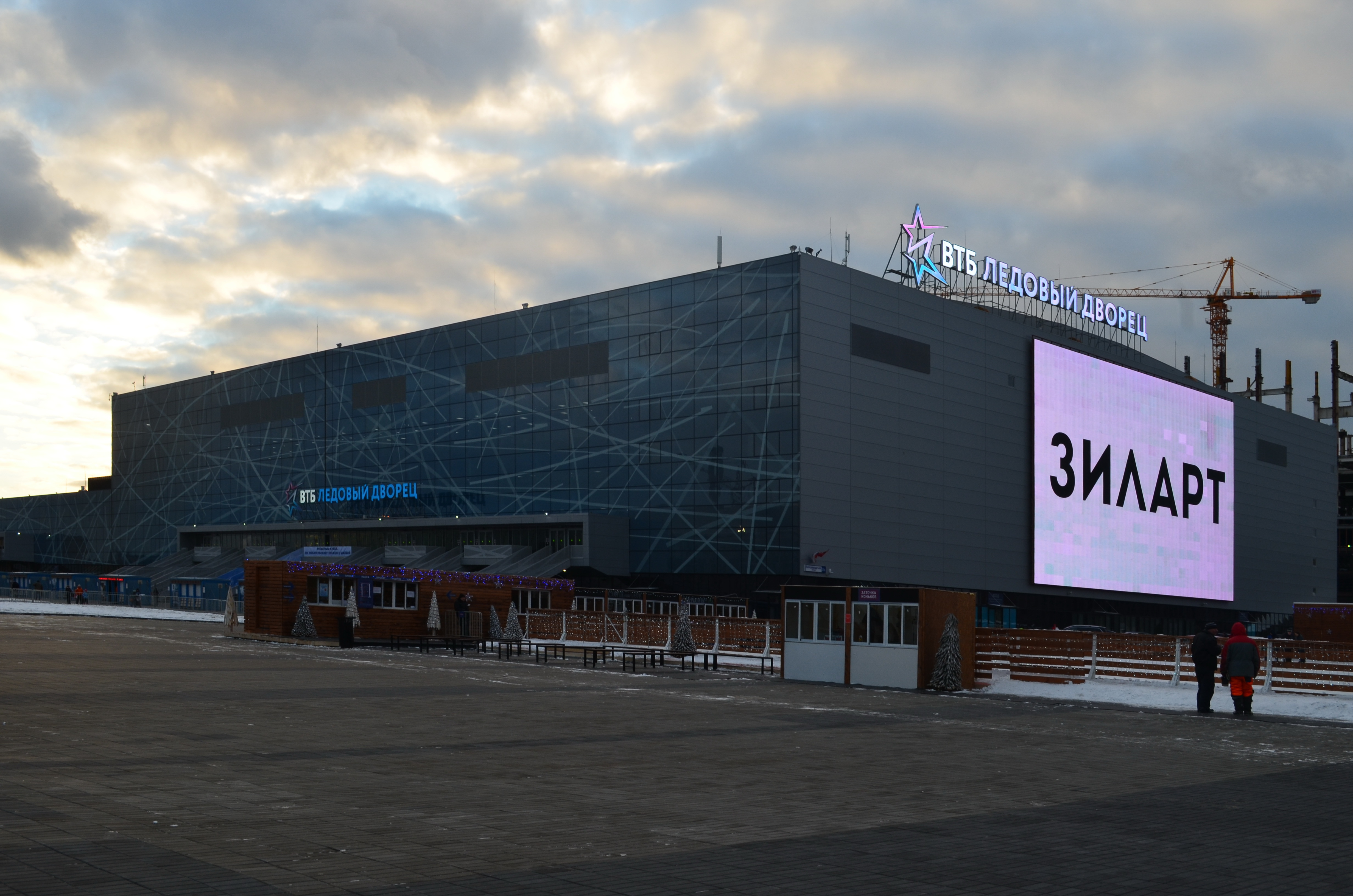
«Парк Легенд»
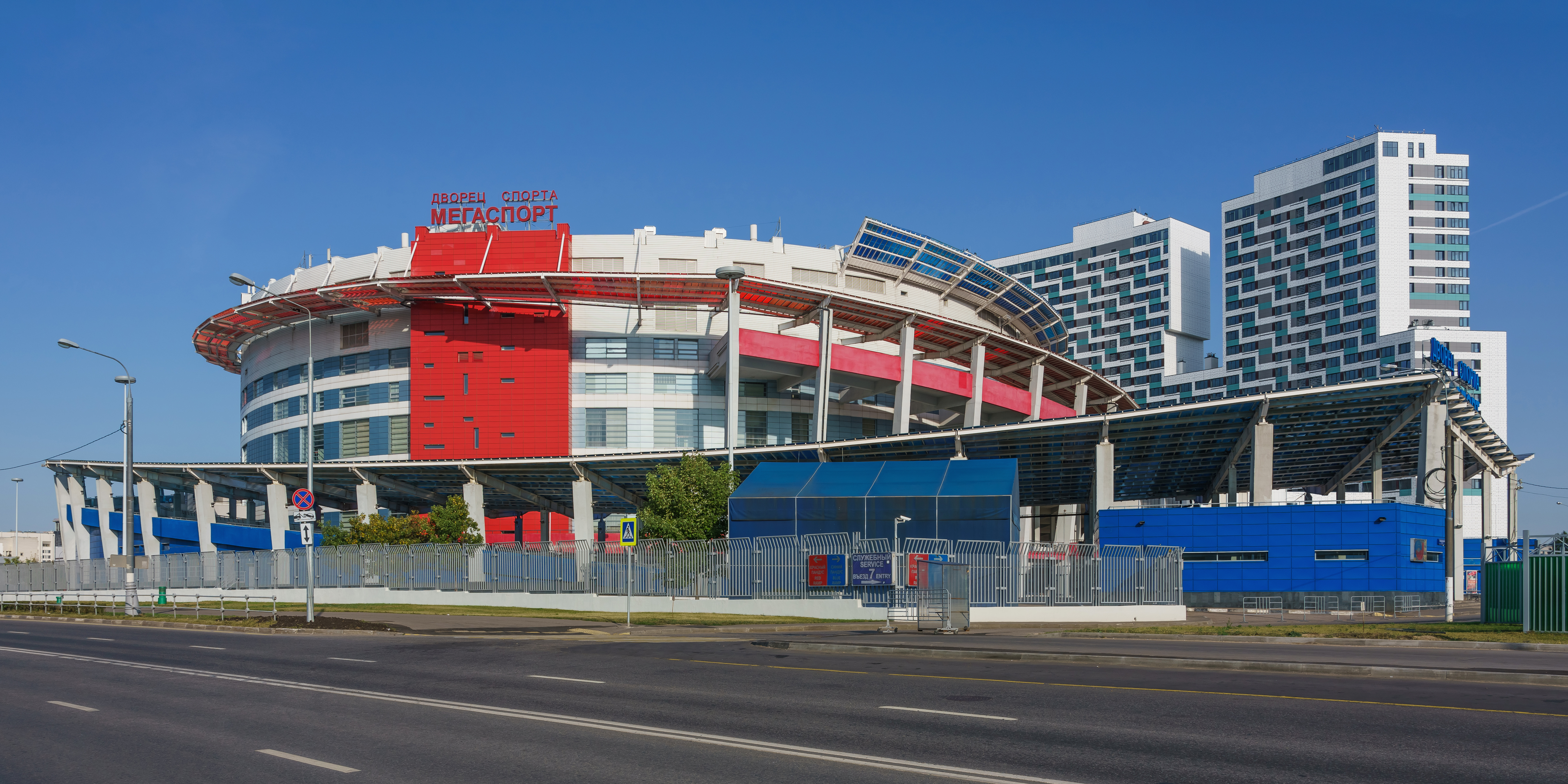
«Мегаспорт»

Дворец спорта «Сокольники» — ледовый дворец в Москве, вмещал 5530 зрителей. Здесь до 2015 года проводил свои домашние матчи ХК «Спартак» (и до 2017 — МХК «Спартак»). С 2017 года дворец не функционирует.
В сезоне 2016/17 года клуб проводил домашние встречи на МСА «Лужники».
С начала сезона 2017/18 клуб дислоцировался в «ВТБ Ледовый дворец», но в 2019 году их соседями по арене стали московские армейцы, что вызвало недовольство болельщиков обоих клубов. С 2019 года клуб был намерен сменить место домашней арены на дворец спорта «Мегаспорт», но, впоследствии, продлил соглашение с ареной в «Парке Легенд» до 2021 года.
Начиная с сезона 2021/22 «Спартак» планировал возвращение в реконструированный ледовый дворец «Сокольники», но девелопер пересмотрел проект строительства нового ледового комплекса и отказался возводить стадион на 12 тысяч зрителей. Среди причин отказа — сложности строительства вблизи природоохранной зоны и отказ «Спартака» от переезда на эту арену.
С сезона 2021/22 московский «Спартак» проводит домашние матчи на арене «Мегаспорт», а МХК «Спартак» принимает своих соперников на МСА «Лужники», также там тренируется основная команда.

## Ретро-матчи
«Спартак» — «Йокерит» (22.12.2015)
| 22 декабря 2015 19:30 | Спартак | 1:3 (0:2, 0:0, 1:1) | Йокерит | ЛДС «Сокольники» Зрителей: 5413 |

| Отчёт                                               | Отчёт                           | Отчёт | Отчёт                         | Отчёт                                                                       |
| --------------------------------------------------- | ------------------------------- | --- | ----------------------------- | --------------------------------------------------------------------------- |
|                                                     |                                 | |                               |                                                                             |
|                                                     | Евгений Иванников — 00:00-60:00 | Вратари | 00:00-60:00 — Хенрик Карлссон | Судьи: Алексей Белов Виктор Гашилов Линейные судьи: Глеб Лазарев Яков Палей |
|                                                     | Голы:                           | |                               | Судьи: Алексей Белов Виктор Гашилов Линейные судьи: Глеб Лазарев Яков Палей |
| Константин Глазачев — 52:32 (А. Мерескин, Л. Радил) | 0:1 0:2 1:2 1:3                 | 08:27 — Йессе Йоэнсуу (П. Пеллетье, Е. Саллинен) 08:56 — Юхаматти Аалтонен (А. Кулда, В. Лаюнен) 58:35 — Петтери Виртанен (П. Регин, П. Йормакка) |                               | Судьи: Алексей Белов Виктор Гашилов Линейные судьи: Глеб Лазарев Яков Палей |
|                                                     |                                 | |                               | Судьи: Алексей Белов Виктор Гашилов Линейные судьи: Глеб Лазарев Яков Палей |
|                                                     |                                 | |                               | Судьи: Алексей Белов Виктор Гашилов Линейные судьи: Глеб Лазарев Яков Палей |
|                                                     |                                 | |                               | Судьи: Алексей Белов Виктор Гашилов Линейные судьи: Глеб Лазарев Яков Палей |
| 2 мин                                               | Штраф                           | 18 мин |                               | Судьи: Алексей Белов Виктор Гашилов Линейные судьи: Глеб Лазарев Яков Палей |
|                                                     |                                 | |                               |                                                                             |
|                                                     | 25                              | Броски | 14                            |                                                                             |

Традиция проводить матчи в ретро-стиле зародилась в клубе с 2015 года. После годичного простоя, московский «Спартак» вернулся в КХЛ, а менеджмент клуба вышел на новый уровень, стараясь уделять максимальное внимание болельщикам. Проводить, так называемые, ретро-матчи было решено по ходу сезона, ориентируясь на 22 декабря — дату основания хоккейного «Спартака». 22 декабря 2015 года, в день 69-летия клуба, во дворце спорта «Сокольники», красно-белые провели свой первый ретро-матч против финского клуба «Йокерит», в рамках регулярного сезона 2015/16. На это матч команды вышли в специальных ретро-игровых свитерах, стилизованных под эпоху шестидесятых годов, перед ледовым дворцом была организована выставка ретро-автомобилей того времени, перед началом матча прозвучал Гимн СССР, а болельщики развернули на трибунах красочные транспаранты.
«Спартак» — «Локомотив» (22.12.2016)
| 22 декабря 2016 19:46 | Спартак | 2:1 (0:1, 2:0, 0:0) | Локомотив | «ВТБ Ледовый дворец» Зрителей: 8916 |

| Отчёт                                                                         | Отчёт                         | Отчёт                                           | Отчёт                         | Отчёт                                                                                 |
| ----------------------------------------------------------------------------- | ----------------------------- | ----------------------------------------------- | ----------------------------- | ------------------------------------------------------------------------------------- |
|                                                                               |                               |                                                 |                               |                                                                                       |
|                                                                               | Маркус Свенссон — 00:00-60:00 | Вратари                                         | 00:00-58:23 — Алексей Мурыгин | Судьи: Виктор Гашилов Сергей Гусев Линейные судьи: Александр Садовников Дмитрий Сивов |
|                                                                               | Голы:                         |                                                 |                               | Судьи: Виктор Гашилов Сергей Гусев Линейные судьи: Александр Садовников Дмитрий Сивов |
| Игорь Мирнов — 23:32 (А. Бондарев) Райан Стоа — 39:12 (К. Глазачев, Л. Радил) | 0:1 :1 2:1                    | 16:49 — Петри Контиола (С. Крунвалль, Б. Козун) |                               | Судьи: Виктор Гашилов Сергей Гусев Линейные судьи: Александр Садовников Дмитрий Сивов |
|                                                                               |                               |                                                 |                               | Судьи: Виктор Гашилов Сергей Гусев Линейные судьи: Александр Садовников Дмитрий Сивов |
|                                                                               |                               |                                                 |                               | Судьи: Виктор Гашилов Сергей Гусев Линейные судьи: Александр Садовников Дмитрий Сивов |
|                                                                               |                               |                                                 |                               | Судьи: Виктор Гашилов Сергей Гусев Линейные судьи: Александр Садовников Дмитрий Сивов |
| 6 мин                                                                         | Штраф                         | 8 мин                                           |                               | Судьи: Виктор Гашилов Сергей Гусев Линейные судьи: Александр Садовников Дмитрий Сивов |
|                                                                               |                               |                                                 |                               |                                                                                       |
|                                                                               | 22                            | Броски                                          | 39                            |                                                                                       |

На следующий год, также 22 декабря, в день семидесятилетнего юбилея клуба, «Спартак» провёл свой второй ретро-матч в истории, в рамках регулярного сезона 2016/17. На этот раз соперниками красно-белых стал ярославский «Локомотив». Игра проходила в Парке Легенд, а атмосферу, как перед матчем, так и во время самого поединка, организаторы постарались передать в стилистике сороковых годов. На матч хоккеисты «Спартака» приехали на ретро-автобусе ЗИС-8 «Фе́рдинанд», из художественного фильма «Место встречи изменить нельзя» и вышли на лёд в особенной форме, которая была создана по образцу той, в которой играли хоккеисты красно-белых в 1946 году. Для болельщиков, в фойе арены, была организована выставка атрибутов того времени, воссоздана коммунальная квартира, а также проведён турнир по шахматам среди всех желающих, на котором, у гостей, была возможность сыграть партию с чемпионом мира по этому виду спорта, гроссмейстером — Сергеем Карякиным.
«Спартак» — «Слован» (09.12.2017)
| 9 декабря 2017 17:30 | Спартак | 8:2 (2:1, 2:0, 4:1) | Слован | «ВТБ Ледовый дворец» Зрителей: 10 599 |

| Отчёт | Отчёт                                                       | Отчёт                                                                            | Отчёт                                                   | Отчёт                                                                             |
| --- | ----------------------------------------------------------- | -------------------------------------------------------------------------------- | ------------------------------------------------------- | --------------------------------------------------------------------------------- |
| |                                                             |                                                                                  |                                                         |                                                                                   |
| | Никита Беспалов — 00:00-59:46 Маркус Свенссон — 59:46-60:00 | Вратари                                                                          | 00:00-40:00 — Якуб Штепанек 00:00-20:00 — Якуб Седлачек | Судьи: Эдуард Одиньш Евгений Гамалей Линейные судьи: Максим Берсенёв Евгений Юдин |
| | Голы:                                                       |                                                                                  |                                                         | Судьи: Эдуард Одиньш Евгений Гамалей Линейные судьи: Максим Берсенёв Евгений Юдин |
| Вячеслав Лещенко — 03:29 (Д. Калинин, Р. Стоа) Дмитрий Калинин — 19:37 (Л. Радил) Александр Осипов — 28:16 (Д. Черных, А. Хохлачёв) Александр Осипов — 39:54 (А. Подшендялов, А. Хохлачёв) Лукаш Радил — 40:44 (В. Лещенко, Р. Стоа) Дмитрий Черных — 41:42 (А. Осипов, А. Хохлачёв) Райан Стоа — 49:21 (В. Лещенко, Е. Кулик) Александр Кузнецов — 56:02 (И. Талалуев) | 1:0 1:1 2:1 3:1 4:1 5:1 6:1 7:1 7:2 8:2                     | 16:47 — Колби Геноуэй (С. Депре, Л. Кашпар) 55:26 — Павол Скалицкий (К. Геноуэй) |                                                         | Судьи: Эдуард Одиньш Евгений Гамалей Линейные судьи: Максим Берсенёв Евгений Юдин |
| |                                                             |                                                                                  |                                                         | Судьи: Эдуард Одиньш Евгений Гамалей Линейные судьи: Максим Берсенёв Евгений Юдин |
| |                                                             |                                                                                  |                                                         | Судьи: Эдуард Одиньш Евгений Гамалей Линейные судьи: Максим Берсенёв Евгений Юдин |
| |                                                             |                                                                                  |                                                         | Судьи: Эдуард Одиньш Евгений Гамалей Линейные судьи: Максим Берсенёв Евгений Юдин |
| 16 мин | Штраф                                                       | 37 мин                                                                           |                                                         | Судьи: Эдуард Одиньш Евгений Гамалей Линейные судьи: Максим Берсенёв Евгений Юдин |
| |                                                             |                                                                                  |                                                         |                                                                                   |
| | 35                                                          | Броски                                                                           | 23                                                      |                                                                                   |

В связи с тем, что 22 декабря, красно-белые должны были находиться на выездной серии игр, третий в истории ретро-матч решено было провести 9 декабря, в выходной день. Соперником «Спартака» стал братиславский «Слован». Матч проходил, как и всегда, в рамках регулярного сезона. На сей раз красно-белые воссоздали на арене и прилегающей к ней территории атмосферу восьмидесятых годов. На территории «Парка Легенд» принимали стеклотару и макулатуру, а болельщики могли сыграть на игровых автоматах советской эпохи и побывать даже на съёмочной площадке культового фильма «Афоня». Хоккеисты обеих команд приехали на игру на автобусах модели ЛАЗ-699. Составы команд объявлял знаменитый диктор Леонид Вениаминович Володарский.
«Спартак» — «Сочи» (22.12.2018)
| 22 декабря 2018 17:00 | Спартак | 3:2 (ОТ) (0:0, 1:2, 1:0, от 1:0) | Сочи | «ВТБ Ледовый дворец» Зрителей: 10 072 |

| Отчёт | Отчёт                       | Отчёт                                                                                  | Отчёт                       | Отчёт                                                                         |
| --- | --------------------------- | -------------------------------------------------------------------------------------- | --------------------------- | ----------------------------------------------------------------------------- |
| |                             |                                                                                        |                             |                                                                               |
| | Юлиус Гудачек — 00:00-63:49 | Вратари                                                                                | 00:00-63:49 — Дмитрий Шикин | Судьи: Роман Гофман Сергей Гусев Линейные судьи: Максим Берсенёв Евгений Юдин |
| | Голы:                       |                                                                                        |                             | Судьи: Роман Гофман Сергей Гусев Линейные судьи: Максим Берсенёв Евгений Юдин |
| Мартиньш Карсумс — 38:28 (К. Даугавиньш, И. Зубов) Андрей Кутейкин — 50:36 (М. Карсумс, И. Зубов) Бен Максвелл — 63:49 | 1:0 1:1 2:1 2:2 3:2         | 47:15 — Шон Коллинз (Ю. Йокипакка, М. Бакош) 55:26 — Зият Пайгин (Э. О’Делл, Р. Розен) |                             | Судьи: Роман Гофман Сергей Гусев Линейные судьи: Максим Берсенёв Евгений Юдин |
| |                             |                                                                                        |                             | Судьи: Роман Гофман Сергей Гусев Линейные судьи: Максим Берсенёв Евгений Юдин |
| |                             |                                                                                        |                             | Судьи: Роман Гофман Сергей Гусев Линейные судьи: Максим Берсенёв Евгений Юдин |
| |                             |                                                                                        |                             | Судьи: Роман Гофман Сергей Гусев Линейные судьи: Максим Берсенёв Евгений Юдин |
| 6 мин | Штраф                       | 10 мин                                                                                 |                             | Судьи: Роман Гофман Сергей Гусев Линейные судьи: Максим Берсенёв Евгений Юдин |
| |                             |                                                                                        |                             |                                                                               |
| | 28                          | Броски                                                                                 | 28                          |                                                                               |

В сезоне 2018/19 хоккеисты «Спартака» сыграли четвёртый в истории ретро-матч. Противником, на этот раз, волею календаря, стал хоккейный клуб «Сочи». Сам матч, как и его превью, прошли в стилистике девяностых годов. «Спартак» сыграл в ретро-форме оранжевого цвета, в которой до этого никогда не выступал в чемпионатах страны, но именно в таких цветах клуб выступал на Кубке Шпенглера в 1990 году, когда в пятый раз выиграл трофей и получил его на вечное хранение. Также было решено не использовать современный логотип, отдав предпочтение версии 90-х годов. Тогда классического спартаковского ромба на свитере не было. Болельщики, которые заполнили в этот день арену, пришли на матч в одежде 90-х годов, а перед матчем дала живой концерт популярная певица того поколения — Оксана Почепа (Акула).
«Спартак» — «Барыс» (22.12.2019)
| 22 декабря 2019 17:15 | Спартак | 3:1 (1:0, 1:1, 1:0) | Барыс | «Парк легенд» Зрителей: 11 073 |

| Отчёт | Отчёт                       | Отчёт                    | Отчёт                         | Отчёт                                                                               |
| --- | --------------------------- | ------------------------ | ----------------------------- | ----------------------------------------------------------------------------------- |
| |                             |                          |                               |                                                                                     |
| | Юлиус Гудачек — 00:00-60:00 | Вратари                  | 00:00-58:37 — Эдвард Паскуале | Судьи: Сергей Морозов Иван Фатеев Линейные судьи: Роман Славиковский Сергей Шелянин |
| | Голы:                       |                          |                               | Судьи: Сергей Морозов Иван Фатеев Линейные судьи: Роман Славиковский Сергей Шелянин |
| Илья Зубов — 08:08 (М. Цыплаков) Артём Фёдоров — 24:35 (Я. Рылов) А. Хохлачёв — 59:46 (К. Даугавиньш, Я. Рылов) | 1:0 2:0 2:1 3:1             | 26:52 — Аркадий Шестаков |                               | Судьи: Сергей Морозов Иван Фатеев Линейные судьи: Роман Славиковский Сергей Шелянин |
| |                             |                          |                               | Судьи: Сергей Морозов Иван Фатеев Линейные судьи: Роман Славиковский Сергей Шелянин |
| |                             |                          |                               | Судьи: Сергей Морозов Иван Фатеев Линейные судьи: Роман Славиковский Сергей Шелянин |
| |                             |                          |                               | Судьи: Сергей Морозов Иван Фатеев Линейные судьи: Роман Славиковский Сергей Шелянин |
| 16 мин | Штраф                       | 2 мин                    |                               | Судьи: Сергей Морозов Иван Фатеев Линейные судьи: Роман Славиковский Сергей Шелянин |
| |                             |                          |                               |                                                                                     |
| | 28                          | Броски                   | 28                            |                                                                                     |

В сезоне 2019/20 «Спартак» сыграл свой пятый в истории ретро-матч, против нур-султанского «Барыса». На этот раз, организаторы встречи, обыграли событие в стилистике семидесятых. В фойе арены проводились различные миниатюры с участием профессиональных актёров, которые помогали окунуться в атмосферу Советского Союза. Болельщикам предлагалось посидеть за столом на свадьбе времён соцреализма, а также побывать на съёмочной площадке культового фильма «Иван Васильевич меняет профессию». Хоккеисты «Спартака» прибыли на игру на восьми «Волгах» ГАЗ-24. На символическое вбрасывание перед матчем вышло десять «спартаковцев»-чемпионов страны 1976 года.
«Спартак» — «Ак Барс» (22.12.2020) и «Спартак» — «Витязь» (23.12.2020)
| 22 декабря 2020 19:30 | Спартак | 0:3 (0:1, 0:1, 0:1) | Ак Барс | «Парк легенд» Зрителей: 2994 |

| Отчёт | Отчёт                       | Отчёт | Отчёт                       | Отчёт                                                                                |
| ----- | --------------------------- | --- | --------------------------- | ------------------------------------------------------------------------------------ |
|       |                             | |                             |                                                                                      |
|       | Юлиус Гудачек — 00:00-60:00 | Вратари | 00:00-60:00 — Тимур Билялов | Судьи: Виктор Гашилов Константин Оленин Линейные судьи: Никита Вилюгин Дмитрий Сивов |
|       | Голы:                       | |                             | Судьи: Виктор Гашилов Константин Оленин Линейные судьи: Никита Вилюгин Дмитрий Сивов |
|       | 0:1 0:2 0:3                 | 06:35 — Станислав Галиев (Н. Доус, С. Да Коста) 20:46 — Тревор Мёрфи (С. Да Коста) 54:09 — Найджел Доус (С. Да Коста) |                             | Судьи: Виктор Гашилов Константин Оленин Линейные судьи: Никита Вилюгин Дмитрий Сивов |
|       |                             | |                             | Судьи: Виктор Гашилов Константин Оленин Линейные судьи: Никита Вилюгин Дмитрий Сивов |
|       |                             | |                             | Судьи: Виктор Гашилов Константин Оленин Линейные судьи: Никита Вилюгин Дмитрий Сивов |
|       |                             | |                             | Судьи: Виктор Гашилов Константин Оленин Линейные судьи: Никита Вилюгин Дмитрий Сивов |
| 6 мин | Штраф                       | 8 мин |                             | Судьи: Виктор Гашилов Константин Оленин Линейные судьи: Никита Вилюгин Дмитрий Сивов |
|       |                             | |                             |                                                                                      |
|       | 33                          | Броски | 25                          |                                                                                      |

| 23 декабря 2020 19:30 | Спартак | 5:3 (3:1, 2:1, 0:1) | Витязь | «Парк легенд» Зрителей: 2781 |

| Отчёт | Отчёт                          | Отчёт | Отчёт                                               | Отчёт                                                                            |
| --- | ------------------------------ | --- | --------------------------------------------------- | -------------------------------------------------------------------------------- |
| |                                | |                                                     |                                                                                  |
| | Юлиус Гудачек — 00:00-60:00    | Вратари | 00:00-20:00 — Антон Тодыков 20:00-60:00 — Илья Ежов | Судьи: Сергей Беляев Виктор Бирин Линейные судьи: Юрий Иванов Александр Чернышёв |
| | Голы:                          | |                                                     | Судьи: Сергей Беляев Виктор Бирин Линейные судьи: Юрий Иванов Александр Чернышёв |
| Никита Пивцакин — 16:28 Павел Медведев — 18:14 Сергей Широков — 18:59 (Р. Ганзл) Михаил Котляревский — 24:42 (А. Сериков, Я. Рылов) Робин Ганзл — 32:25 (С. Широков, Л. Радил) | 0:1 :1 2:1 3:1 4:1 4:2 5:2 5:3 | 00:18 — Якуб Ержабек (Д. Дэнфорт, Д. Пыленков) 30:25 — Святослав Гребенщиков (Ф. Малыхин) 50:34 — Д. Пыленков (К. Даугавиньш, Д. Дэнфорт) |                                                     | Судьи: Сергей Беляев Виктор Бирин Линейные судьи: Юрий Иванов Александр Чернышёв |
| |                                | |                                                     | Судьи: Сергей Беляев Виктор Бирин Линейные судьи: Юрий Иванов Александр Чернышёв |
| |                                | |                                                     | Судьи: Сергей Беляев Виктор Бирин Линейные судьи: Юрий Иванов Александр Чернышёв |
| |                                | |                                                     | Судьи: Сергей Беляев Виктор Бирин Линейные судьи: Юрий Иванов Александр Чернышёв |
| 12 мин | Штраф                          | 10 мин |                                                     | Судьи: Сергей Беляев Виктор Бирин Линейные судьи: Юрий Иванов Александр Чернышёв |
| |                                | |                                                     |                                                                                  |
| | 29                             | Броски | 22                                                  |                                                                                  |

В сезоне 2020/21, из-за особенностей календаря, решено было сыграть сразу два ретро-матча — 22 и 23 декабря, против «Ак Барса» и подольского «Витязя». Лейтмотивом праздника стали восьмидесятые, а именно юбилей летних Олимпийских игр в Москве и дружба народов СССР. С лучшими моментами эпохи можно было познакомиться в фойе арены, которое было поделено на несколько интерактивных зон, и в каждой — своя жизнь. Сделать фотокарточку в ателье, слепить пельмени на советской кухне, сразиться в игровых автоматах, отправиться в путь в плацкартном вагоне поезда Москва-Казань, заглянуть в аутентичный гараж, чтобы пообщаться с мужиками за жизнь или побывать на вариации выставки достижений народного хозяйства, чтобы узнать, как жили советские республики в восьмидесятые. Хоккеисты «Спартака» приезжали на поединки на знаменитом венгерском «Икарусе» — главном общественном транспорте советских городов, на арену их доставила модель под номером 250 в узнаваемом красном цвете с белой полосой. На символическое вбрасывание перед матчем вышло десять «спартаковцев»-чемпионов страны 1976 года.
«Спартак» — «Салават Юлаев» (22.12.2021)
| 22 декабря 2021 19:30 MSK | Спартак | 3:2 Б (1:0, 0:1, 1:1, 0:0 ОТ, 1:0 Б) | Салават Юлаев | МСА «Лужники» Зрителей: 3233 |

| Отчёт                                                                                                 | Отчёт                     | Отчёт                                                                                                | Отчёт                              | Отчёт                                                                                |
| --- | ------------------------- | --- | ---------------------------------- | ------------------------------------------------------------------------------------ |
| |                           | |                                    |                                                                                      |
| | Оскар Данск — 00:00-65:00 | Вратари                                                                                              | 00:00-64:48 — Александр Шарыченков | Судьи: Алексей Белов Максим Сидоренко Линейные судьи: Ильнур Галимов Ярослав Париков |
| | Голы:                     | |                                    | Судьи: Алексей Белов Максим Сидоренко Линейные судьи: Ильнур Галимов Ярослав Париков |
| Йори Лехтеря — 16:56 (А. Хохлачёв) Якуб Ержабек — 49:01 (С. Широков, Й. Лехтеря) Максим Цыплаков — ПБ | 1:0 1:1 1:2 :2 3:2        | 39:17 — Тему Хартикайнен (В. Тихонов, С. Маннинен) 47:27 — Родион Амиров (В. Тихонов, Д. Хафизуллин) |                                    | Судьи: Алексей Белов Максим Сидоренко Линейные судьи: Ильнур Галимов Ярослав Париков |
| | Буллиты:                  | |                                    | Судьи: Алексей Белов Максим Сидоренко Линейные судьи: Ильнур Галимов Ярослав Париков |
| Илья Баранов Максим Цыплаков Тим Хеед Александр Хохлачёв Сергей Широков Максим Цыплаков               |                           | Николай Кулёмин Александр Кадейкин Маркус Гранлунд Сергей Шмелёв Сакари Маннинен Родион Амиров       |                                    | Судьи: Алексей Белов Максим Сидоренко Линейные судьи: Ильнур Галимов Ярослав Париков |
| |                           | |                                    | Судьи: Алексей Белов Максим Сидоренко Линейные судьи: Ильнур Галимов Ярослав Париков |
| 10 мин                                                                                                | Штраф                     | 6 мин                                                                                                |                                    | Судьи: Алексей Белов Максим Сидоренко Линейные судьи: Ильнур Галимов Ярослав Париков |
| 3 (0)                                                                                                 | Большинство               | 5 (1)                                                                                                |                                    |                                                                                      |
| | 24 (9+8+7+0)              | Броски                                                                                               | 28 (5+8+11+4)                      |                                                                                      |

В сезоне 2021/22 традиционный ретро-матч «Спартака» был посвящён 60-летию полёта Юрия Гагарина в космос. Был подготовлен специальный логотип, в основу дизайна которого вошёл силуэт памятника первому космонавту, а также символика покорения космоса — звёзды и пламя от ракеты, устремляющейся вверх. Матч проходил на малой спортивной арене «Лужники». Матч проходил в год 75-летия отечественного хоккея. Малая спортивная арена «Лужники» погрузилась в атмосферу 1960-х годов, времён «оттепели». «Спартак» прибыл на игру на стареньком «пазике», перед ареной работали полевая кухня и ёлочный базар, а на самой игре — ретро-форма обеих команд, «программки» в виде советских газет, ретро-студия в чёрно-белом цвете и множество активностей для болельщиков от кружка ракетостроения и центра подготовки космонавтов и «новоселья в хрущёвской новостройке» и юбилейной сувенирной продукции.
«Спартак» — «Динамо» (08.12.2022)
| 8 декабря 2022 19:30 MSK | Спартак | 1:2 Б (0:0, 0:0, 1:1, 0:0 ОТ, 0:1 Б) | Динамо (Москва) | «Мегаспорт» Зрителей: 5709 |

| Отчёт | Отчёт | Отчёт                                                           | Отчёт | Отчёт |  |
| --- | --- | --------------------------------------------------------------- | --- | --- |  |
| | |                                                                 | | |  |
| | Алексей Красиков — 00:00-65:00 | Вратари                                                         | 00:00-65:00 — Илья Коновалов | Судьи: Алексей Белов Сергей Кулаков Линейные судьи: Евгений Стрельцов Александр Чернышёв |  |
| | Голы: |                                                                 | | Судьи: Алексей Белов Сергей Кулаков Линейные судьи: Евгений Стрельцов Александр Чернышёв |  |
| Тимур Хайруллин — 47:25 | 1:0 1:1 1:2 | 49:52 — Илья Каблуков (И. Муранов) ПБ — Дмитрий Рашевский       | | Судьи: Алексей Белов Сергей Кулаков Линейные судьи: Евгений Стрельцов Александр Чернышёв |  |
| | Буллиты: |                                                                 | | Судьи: Алексей Белов Сергей Кулаков Линейные судьи: Евгений Стрельцов Александр Чернышёв |  |
| Александр Хохлачёв Максим Цыплаков Никита Чибриков Шэйн Принс Фёдор Свечков | | Дмитрий Рашевский Якоб Лилья Павел Кудрявцев Александр Скоренов | | Судьи: Алексей Белов Сергей Кулаков Линейные судьи: Евгений Стрельцов Александр Чернышёв |  |
| | |                                                                 | | Судьи: Алексей Белов Сергей Кулаков Линейные судьи: Евгений Стрельцов Александр Чернышёв |  |
| 4 мин | Штраф | 4 мин                                                           | | Судьи: Алексей Белов Сергей Кулаков Линейные судьи: Евгений Стрельцов Александр Чернышёв |  |
| 2 (0) | Большинство | 2 (0)                                                           | | |  |
| | 35 (11+6+14+4) | Броски                                                          | 31 (6+11+13+1) | |  |
| | |                                                                 | | |  |
| | Игорь Гришин | Тренер                                                          | Алексей Кудашов | |  |
| Красиков (Рыбар) Кин, Ручкин Чудинов, Хайруллин Савиков, И. Чибриков Егоров Хохлачёв, Локтионов, Принс Заседа, Квартальнов, Цыплаков Старченко, Кровяков, Верба Н. Чибриков, Усманов, Свечков Любимов | Красиков (Рыбар) Кин, Ручкин Чудинов, Хайруллин Савиков, И. Чибриков Егоров Хохлачёв, Локтионов, Принс Заседа, Квартальнов, Цыплаков Старченко, Кровяков, Верба Н. Чибриков, Усманов, Свечков Любимов | Состав                                                          | Коновалов (К. Волков) Готовец, Менелл Миронов, А. Волков Мартынов, Бойков Новиков Джиошвили, Каблуков, Муранов Скоренов, Кодола, Лилья Кудрявцев, Игумнов, Рашевский Никонов, Потапов, Михайлов Ефремов | Коновалов (К. Волков) Готовец, Менелл Миронов, А. Волков Мартынов, Бойков Новиков Джиошвили, Каблуков, Муранов Скоренов, Кодола, Лилья Кудрявцев, Игумнов, Рашевский Никонов, Потапов, Михайлов Ефремов |  |

В сезоне 2022/23 традиционный ретро-матч «Спартака» был посвящён 875-летию Москвы. Средством доставки хоккеистов и тренеров на матч стали кареты, «горбатый» «Запорожец» и даже «Мерседес» из 90-х, а хоккеисты были одеты в свитеры, стилизованные под различные эпохи. Предыгровую разминку спартаковцы также провели в пяти видах ретро-свитеров — с элементами экипировки «ратника», «стрельца», «графа», «гусара» и «криминального элемента», а тренерский штаб красно-белых появился на скамейке запасных во фраках, цилиндрах, с тростями. Фойе «Мегаспорта» погрузилось в несколько эпох, начиная от периода основания столицы до екатерининских времён и новейшей истории. Болельщики могли сфотографироваться с «царём и его боярами», посмотреть, как чеканились монеты, сыграть в бильярд в послевоенные времена, послушать музыку тех времён, станцевать менуэт XVIII века. В самом ретро-матче спартаковцы сыграли в специальной форме, посвящённой 875-летию Москвы, а специально к ретро-матчу была подготовлена печатная программка в виде листовки времён НЭП 1920-х годов.
«Спартак» — «Динамо» Минск (22.12.2023) и «Спартак» — «Куньлунь Ред Стар» (24.12.2023)
| 22 декабря 2023 19:30 MSK | Спартак | 4:2 (1:1 1:0 2:1) | Динамо (Минск) | МСА «Лужники» Зрителей: 3618 |

| Отчёт | Отчёт | Отчёт                                                                                    | Отчёт | Отчёт |  |
| --- | --- | ---------------------------------------------------------------------------------------- | --- | --- |  |
| | |                                                                                          | | |  |
| | Патрик Рыбар — 00:00—60:00 | Вратари                                                                                  | 00:00—60:00 — Алексей Колосов | Судьи: Иван Фатеев (№ 7) Сергей Юдаков (№ 42) Линейные судьи: Никита Вилюгин (№ 92) Антон Понамаренко (№ 88)                                                                        |  |
| | Голы: |                                                                                          | | Судьи: Иван Фатеев (№ 7) Сергей Юдаков (№ 42) Линейные судьи: Никита Вилюгин (№ 92) Антон Понамаренко (№ 88)                                                                        |  |
| Даниил Орлов — 16:45 (С. Ручкин, Е. Филин) Егор Филин — 23:08 (М. Чайковский, А. Беляев) Николай Голдобин — 46:21 (Д. Вишневский, М. Мальцев) Павел Порядин — 59:12 (А. Галимов, А. Локтионов) | 0:1 :1 2:1 2:2 3:2 4:2 | 12:56 — Андрей Стась (Н. Смирнов, С. Кузнецов) 44:27 — Сэм Энэс (К. Кёрран, С. Кузнецов) | | Судьи: Иван Фатеев (№ 7) Сергей Юдаков (№ 42) Линейные судьи: Никита Вилюгин (№ 92) Антон Понамаренко (№ 88)                                                                        |  |
| | |                                                                                          | | Судьи: Иван Фатеев (№ 7) Сергей Юдаков (№ 42) Линейные судьи: Никита Вилюгин (№ 92) Антон Понамаренко (№ 88)                                                                        |  |
| | |                                                                                          | | Судьи: Иван Фатеев (№ 7) Сергей Юдаков (№ 42) Линейные судьи: Никита Вилюгин (№ 92) Антон Понамаренко (№ 88)                                                                        |  |
| | |                                                                                          | | Судьи: Иван Фатеев (№ 7) Сергей Юдаков (№ 42) Линейные судьи: Никита Вилюгин (№ 92) Антон Понамаренко (№ 88)                                                                        |  |
| 4 мин | Штраф | 6 мин                                                                                    | | Судьи: Иван Фатеев (№ 7) Сергей Юдаков (№ 42) Линейные судьи: Никита Вилюгин (№ 92) Антон Понамаренко (№ 88)                                                                        |  |
| 2 (1) | Большинство | 3 (1)                                                                                    | | |  |
| | 26 (13+8+5) | Броски                                                                                   | 27 (12+5+10) | |  |
| | |                                                                                          | | |  |
| | Алексей Жамнов | Тренер                                                                                   | Дмитрий Квартальнов | |  |
| Рыбар (Кареев) Чайковский, Зайцев Савиков, Вишневский Ручкин, Кин Орлов Голдобин, Мальцев, Порядин Талалуев, Локтионов, Цыплаков Принс, Бурмистров, Галимов Беляев, Рубцов, Филин Сусуев       | Рыбар (Кареев) Чайковский, Зайцев Савиков, Вишневский Ручкин, Кин Орлов Голдобин, Мальцев, Порядин Талалуев, Локтионов, Цыплаков Принс, Бурмистров, Галимов Беляев, Рубцов, Филин Сусуев | Состав                                                                                   | Колосов (Фергюссон) Кёрран, Калдис Коробов, Хэмилтон Шинкевич, Смирнов Сушко Волков, Основин, Энэс Мороз, Горбунов, Меркли Ричи, Стась, Кузнецов Сотишвили, Липский, Бориков Кодола | Колосов (Фергюссон) Кёрран, Калдис Коробов, Хэмилтон Шинкевич, Смирнов Сушко Волков, Основин, Энэс Мороз, Горбунов, Меркли Ричи, Стась, Кузнецов Сотишвили, Липский, Бориков Кодола |  |

| 24 декабря 2023 14:00 MSK | Спартак | 5:2 (3:0 1:1 1:1) | Куньлунь Ред Стар | МСА «Лужники» Зрителей: 4277 |

| Отчёт | Отчёт | Отчёт                                                                    | Отчёт | Отчёт |  |
| --- | --- | ------------------------------------------------------------------------ | --- | --- |  |
| | |                                                                          | | |  |
| | Дмитрий Николаев — 00:00—60:00 | Вратари                                                                  | 00:00—60:00 — Джереми Смит | Судьи: Николай Акузовский (№ 18) Глеб Лазарев (№ 14) Линейные судьи: Дмитрий Головлёв (№ 99) Дмитрий Сивов (№ 86)                                                           |  |
| | Голы: |                                                                          | | Судьи: Николай Акузовский (№ 18) Глеб Лазарев (№ 14) Линейные судьи: Дмитрий Головлёв (№ 99) Дмитрий Сивов (№ 86)                                                           |  |
| Николай Голдобин — 05:48 (М. Чайковский) Николай Голдобин — 11:46 (М. Мальцев, П. Порядин) Андрей Локтионов — 19:43 (А. Бурмистров, Ш. Принс) Егор Филин — 32:21 (Ш. Принс, Е. Савиков) Илья Ковальчук — 58:15 (А. Локтионов) | 1:0 2:0 3:0 4:0 4:1 4:2 5:2 | 37:12 — Джек Родуолд (Д. Челиос) 46:14 — Спенсер Фу (П. Фу, К. Кэмпбелл) | | Судьи: Николай Акузовский (№ 18) Глеб Лазарев (№ 14) Линейные судьи: Дмитрий Головлёв (№ 99) Дмитрий Сивов (№ 86)                                                           |  |
| | |                                                                          | | Судьи: Николай Акузовский (№ 18) Глеб Лазарев (№ 14) Линейные судьи: Дмитрий Головлёв (№ 99) Дмитрий Сивов (№ 86)                                                           |  |
| | |                                                                          | | Судьи: Николай Акузовский (№ 18) Глеб Лазарев (№ 14) Линейные судьи: Дмитрий Головлёв (№ 99) Дмитрий Сивов (№ 86)                                                           |  |
| | |                                                                          | | Судьи: Николай Акузовский (№ 18) Глеб Лазарев (№ 14) Линейные судьи: Дмитрий Головлёв (№ 99) Дмитрий Сивов (№ 86)                                                           |  |
| 14 мин | Штраф | 12 мин                                                                   | | Судьи: Николай Акузовский (№ 18) Глеб Лазарев (№ 14) Линейные судьи: Дмитрий Головлёв (№ 99) Дмитрий Сивов (№ 86)                                                           |  |
| 4 (1) | Большинство | 5 (0)                                                                    | | |  |
| | 41 (24+7+10) | Броски                                                                   | 27 (5+10+12) | |  |
| | |                                                                          | | |  |
| | Алексей Жамнов | Тренер                                                                   | Виктор Игнатьев | |  |
| Николаев (Рыбар) Чайковский, Зайцев Савиков, Вишневский Ручкин, Орлов Рукавишников Голдобин, Мальцев, Порядин Ковальчук, Локтионов, Цыплаков Принс, Бурмистров, Галимов Беляев, Рубцов, Филин Сусуев                          | Николаев (Рыбар) Чайковский, Зайцев Савиков, Вишневский Ручкин, Орлов Рукавишников Голдобин, Мальцев, Порядин Ковальчук, Локтионов, Цыплаков Принс, Бурмистров, Галимов Беляев, Рубцов, Филин Сусуев | Состав                                                                   | Джер. Смит (Лазушин) Сомерби, Вуд Оттенбрайт, Меркли Челиос, Фрэм Парфенюк П. Фу, Кэмпбелл С. Фу Ип, Граовац, Джем. Смит Броссо, Локхарт, Вон Пулккинен, Родуолд, Макмиллан | Джер. Смит (Лазушин) Сомерби, Вуд Оттенбрайт, Меркли Челиос, Фрэм Парфенюк П. Фу, Кэмпбелл С. Фу Ип, Граовац, Джем. Смит Броссо, Локхарт, Вон Пулккинен, Родуолд, Макмиллан |  |

В сезоне 2023/24 «Спартак» провёл «Народные гулянья» в Лужниках — масштабный праздник с 22 по 24 декабря, посвящённый русской народной культуре. 22 декабря на территории около МСА «Лужники» была проведена насыщенная программа развлечений на русскую народную тематику для всей семьи, который завершился матчем против минского «Динамо». 23 декабря «Народные гулянья» в Лужниках продолжились матчем ветеранов «Спартака» и московского «Динамо» с участием легенд отечественного хоккея, который завершился победой спартаковцев со счётом 9:2. Завершился большой праздник хоккея и русской народной культуры — празднованием Нового года на игре «Спартака» против китайского клуба «Куньлунь Ред Стар» 24 декабря.

## Достижения

### Национальные
Чемпионат СССР / Чемпионат СНГ
- Чемпион (4): 1962, 1967, 1969, 1976
- Серебряный призёр (11): 1948, 1965, 1966, 1968, 1970, 1973, 1981, 1982, 1983, 1984, 1991
- Бронзовый призёр (10): 1947, 1963, 1964, 1972, 1975, 1979, 1980, 1986, 1988, 1992

Кубок СССР
- Обладатель (2): 1970, 1971
- Финалист (2): 1967, 1977

Высшая лига 
- Чемпион: 2000/01
- Серебряный призёр (2): 1999/2000, 2003/04

Континентальная хоккейная лига
- 1/4 финала Кубка Гагарина (5): 2008/09, 2009/10, 2021/22, 2023/24, 2024/25

### Европейские
Кубок европейских чемпионов
- Финалист (2): 1970, 1977

Кубок Шпенглера
- Обладатель (5): 1980, 1981, 1985, 1989, 1990
- Финалист: 1982
- Бронзовый призёр: 1978

#### Призы
- Приз справедливой игры — 1972/73, 1975/76, 1991/92
- Кубок прогресса — 1966/67, 1985/86, 1990/91
- Гроза авторитетов — 1986/87

### Личные

#### Звания
- Лучший хоккеист сезона 1991/92: Николай Борщевский.
- Лучший бомбардир Чемпионата 1966/67: Вячеслав Старшинов (47 шайб).
- Лучший бомбардир Чемпионата 1967/68: Вячеслав Старшинов (46 шайб).
- Лучший бомбардир Чемпионата 1968/69: Александр Якушев (50 шайб).
- Лучший бомбардир Чемпионата 1975/76: Виктор Шалимов — 53 очка (28+25).
- Лучший бомбардир Чемпионата 1992/93: Алексей Ткачук — 49 очка (28+21).
- Лучший бомбардир Чемпионата 1996/97: Николай Борщевский — 44 очка(15+29).
- Лучший снайпер Чемпионата 1991/92: Николай Борщевский (25 шайб).
- Лучший снайпер сезона 1992/93: Алексей Ткачук (28 шайб).
- Лучший снайпер сезона 1997/98: Виталий Прохоров (22 шайб).

#### Призы
- Золотой шлем: Виталий Прохоров (1997/98)
- Самому результативному игроку: Вячеслав Старшинов (1966/67, 1967/68), Александр Якушев (1968/69), Виктор Шалимов (1975/76), Алексей Ткачук (1992/93), Николай Борщевский (1996/97)
- Самый результативный защитник: Владимир Тюриков (1988/89)
- Три бомбардира: Александр Мартынюк — Владимир Шадрин — Александр Якушев (1972/73), Виктор Шалимов — Владимир Шадрин: Александр Якушев (1975/76), Виктор Шалимов — Аркадий Рудаков — Борис Александров (1979/80), Александр Селиванов — Александр Барков — Алексей Ткачук (1992/93)
- Рыцарю атаки: Сергей Агейкин (1985/86)
- Три и более: Сергей Агейкин (1985/86)
- Меткому защитнику: Владимир Тюриков (1988/89)
- Лучший новичок сезона: Илья Ковальчук (2000/01)
- Лучшему играющему ветерану-наставнику: Владимир Тюриков (2000/01)
- Номинант Лучший новичок сезона: Роман Людучин (2008/09)
- Номинант Лучший вратарь чемпионата: Дмитрий Кочнев (2009/10)

## Статистика выступлений

### 1946—2008
| Сезон                          | И              | В              | Н              | П              | Ш              | О*             | Место в чемпионате (плей-офф) |
| Чемпионат СССР                 | Чемпионат СССР | Чемпионат СССР | Чемпионат СССР | Чемпионат СССР | Чемпионат СССР | Чемпионат СССР | Чемпионат СССР                |
| ------------------------------ | -------------- | -------------- | -------------- | -------------- | -------------- | -------------- | ----------------------------- |
| 1946/47                        | 7              | 5              | 0              | 2              | 23:15          | 10             | 3-е                           |
| 1947/48                        | 18             | 14             | 2              | 2              | 87:30          | 30             | 2-е                           |
| 1948/49                        | 18             | 9              | 3              | 5              | 67:54          | 21             | 5-е                           |
| 1949/50                        | 22             | 11             | 3              | 5              | 80:56          | 25             | 5-е                           |
| 1950/51                        | 10             | 4              | 3              | 3              | 39:31          | 11             | 8-е                           |
| 1951/52                        | 11             | 4              | 0              | 7              | 38:44          | 8              | 7-е                           |
| 1952/53                        | 16             | 5              | 0              | 11             | 48:103         | 10             | 6-е                           |
| 1953/54                        | Первая лига    | Первая лига    | Первая лига    | Первая лига    | Первая лига    | Первая лига    | Первая лига                   |
| 1954/55                        | Первая лига    | Первая лига    | Первая лига    | Первая лига    | Первая лига    | Первая лига    | Первая лига                   |
| 1955/56                        | 28             | 12             | 3              | 13             | 71:104         | 27             | 8-е                           |
| 1956/57                        | 30             | 14             | 3              | 13             | 78:89          | 31             | 6-е                           |
| 1957/58                        | 33             | 24             | 1              | 8              | 142:73         | 49             | 9-е                           |
| 1958/59                        | 27             | 13             | 4              | 10             | 92:102         | 30             | 5-е                           |
| 1959/60                        | 29             | 6              | 3              | 20             | 74:120         | 20             | 17-е                          |
| 1960/61                        | 29             | 16             | 1              | 12             | 128:96         | 35             | 6-е                           |
| 1961/62                        | 38             | 31             | 3              | 4              | 193:91         | 65             | 1-е                           |
| 1962/63                        | 37             | 25             | 3              | 9              | 170:102        | 53             | 3-е                           |
| 1963/64                        | 36             | 24             | 2              | 10             | 165:107        | 50             | 3-е                           |
| 1964/65                        | 36             | 24             | 5              | 7              | 151:95         | 53             | 2-е                           |
| 1965/66                        | 36             | 24             | 4              | 8              | 173:99         | 52             | 2-е                           |
| 1966/67                        | 44             | 38             | 3              | 3              | 303:97         | 79             | 1-е                           |
| 1967/68                        | 44             | 34             | 1              | 9              | 243:113        | 69             | 2-е                           |
| 1968/69                        | 42             | 33             | 4              | 5              | 220:120        | 70             | 1-е                           |
| 1969/70                        | 44             | 33             | 3              | 8              | 263:159        | 69             | 2-е                           |
| 1970/71                        | 40             | 23             | 5              | 12             | 183:144        | 51             | 4-е                           |
| 1971/72                        | 31             | 17             | 2              | 13             | 140:123        | 36             | 3-е                           |
| 1972/73                        | 32             | 23             | 2              | 7              | 178:108        | 48             | 2-е                           |
| 1973/74                        | 32             | 15             | 3              | 14             | 146:145        | 33             | 4-е                           |
| 1974/75                        | 36             | 19             | 6              | 11             | 157:144        | 44             | 3-е                           |
| 1975/76                        | 36             | 21             | 8              | 7              | 189:139        | 50             | 1-е                           |
| 1976/77                        | 34             | 14             | 9              | 13             | 154:162        | 37             | 6-е                           |
| 1977/78                        | 36             | 14             | 4              | 18             | 123:141        | 32             | 8-е                           |
| 1978/79                        | 44             | 25             | 2              | 17             | 179:167        | 52             | 3-е                           |
| 1979/80                        | 44             | 28             | 5              | 11             | 195:140        | 61             | 3-е                           |
| 1980/81                        | 49             | 32             | 6              | 11             | 240:141        | 70             | 2-е                           |
| 1981/82                        | 47             | 39             | 0              | 8              | 257:135        | 78             | 2-е                           |
| 1982/83                        | 44             | 33             | 3              | 8              | 208:122        | 69             | 2-е                           |
| 1983/84                        | 44             | 26             | 6              | 12             | 214:150        | 58             | 2-е                           |
| 1984/85                        | 52             | 20             | 9              | 23             | 176:180        | 49             | 5-е                           |
| 1985/86                        | 40             | 20             | 9              | 11             | 146:119        | 49             | 3-е                           |
| 1986/87                        | 40             | 16             | 8              | 16             | 131:120        | 40             | 6-е                           |
| 1987/88                        | 44             | 22             | 8              | 14             | 152:124        | 52             | 5-е                           |
| 1988/89                        | 44             | 15             | 10             | 19             | 138:136        | 40             | 7-е                           |
| 1989/90                        | 48             | 22             | 4              | 22             | 182:157        | 48             | 8-е                           |
| 1990/91                        | 46             | 27             | 8              | 11             | 163:106        | 62             | 2-е                           |
| 1991/92 (Чемпионат СНГ)        | 42             | 20             | 5              | 17             | 148:123        | 45             | 3-е                           |
| Межнациональная хоккейная лига |                |                |                |                |                |                |                               |
| 1992/93                        | 45             | 23             | 6              | 16             | 146:126        | 52             | 3-е (1/8 финала)              |
| 1993/94                        | 52             | 27             | 5              | 20             | 179:162        | 53             | 8-е (1/4 финала)              |
| 1994/95                        | 52             | 23             | 5              | 24             | 132:154        | 51             | 9-е                           |
| 1995/96                        | 57             | 18             | 8              | 31             | 144:191        | 44             | 14-е (1/4 финала)             |
| Чемпионат России               |                |                |                |                |                |                |                               |
| 1996/97                        | 44             | 16             | 6              | 22             | 117:138        | 38             | 17-е                          |
| 1997/98                        | 50             | 22             | 9              | 19             | 138:127        | 53             | 9-е (1/4 финала)              |
| 1998/99                        | 42             | 14             | 4              | 24             | 84:107         | 32             | 19-е                          |
| 1999/00 (Высшая лига)          | 58             | 37             | 8              | 10             | 206:124        | 124            | 1-е (группа), 2-е             |
| 2000/01 (Высшая лига)          | 58             | 43             | 5              | 6              | 274:125        | 141            | 1-е (группа), 1-е             |
| 2001/02                        | 51             | 21             | 5              | 24             | 123:125        | 70 (1—0)       | 11-е                          |
| 2002/03                        | 51             | 14             | 5              | 27             | 108:149        | 53 (1—4)       | 15-е                          |
| 2003/04 (Высшая лига)          | 60             | 53             | 4              | 2              | 258:87         | 165            | 1-е (Финал)                   |
| 2004/05                        | 60             | 10             | 10             | 38             | 89:164         | 42 (0—2)       | 15-е                          |
| 2005/06                        | 51             | 20             | 6              | 20             | 112:111        | 73 (2—3)       | 10-е (1/8 финала)             |
| 2006/07                        | не выступали   | не выступали   | не выступали   | не выступали   | не выступали   | не выступали   | не выступали                  |
| 2007/08                        | 51             | 21             | 0              | 24             | 129:151        | 78 (2—7)       | 11-е (1/8 финала)             |

* — в скобках указано количество побед-поражений в овертаймах/по буллитам, за которые команда получила по два и одному очку соответственно.

### Континентальная хоккейная лига
И — количество проведённых игр, В — выигрыши в основное время, ВО — выигрыши в овертайме, ВБ — выигрыши в послематчевых буллитах, ПО — проигрыши в овертайме, ПБ — проигрыши в послематчевых буллитах, П — проигрыши в основное время, О — количество набранных очков, Ш — соотношение забитых и пропущенных голов, РС — место по результатам регулярного сезона.
| Сезон   | И                                                | В                                                | ВО                                               | ВБ                                               | ПБ                                               | ПО                                               | П                                                | О                                                | Ш                                                | РС                                               | Результаты серий с соперниками в плей-офф                         | Результат в плей-офф                                              |
| ------- | ------------------------------------------------ | ------------------------------------------------ | ------------------------------------------------ | ------------------------------------------------ | ------------------------------------------------ | ------------------------------------------------ | ------------------------------------------------ | ------------------------------------------------ | ------------------------------------------------ | ------------------------------------------------ | ----------------------------------------------------------------- | ----------------------------------------------------------------- |
| 2008/09 | 56                                               | 26                                               | 1                                                | 5                                                | 2                                                | 1                                                | 21                                               | 93                                               | 173—158                                          | 9                                                | 3:0 — СКА; 0:3 — Локомотив                                        | Проиграли в 1/4 финала                                            |
| 2009/10 | 56                                               | 24                                               | 4                                                | 4                                                | 4                                                | 0                                                | 20                                               | 92                                               | 178—168                                          | 10                                               | 3:1 — Динамо (Москва); 2:4 — Локомотив                            | Проиграли в 1/4 финала                                            |
| 2010/11 | 54                                               | 24                                               | 1                                                | 1                                                | 3                                                | 3                                                | 22                                               | 82                                               | 129—142                                          | 12                                               | 0:4 — СКА                                                         | Проиграли в 1/8 финала                                            |
| 2011/12 | 54                                               | 15                                               | 2                                                | 5                                                | 3                                                | 2                                                | 27                                               | 64                                               | 124—163                                          | 19                                               | В плей-офф не вышли                                               | В плей-офф не вышли                                               |
| 2012/13 | 52                                               | 11                                               | 4                                                | 2                                                | 5                                                | 2                                                | 28                                               | 52                                               | 106—151                                          | 23                                               | В плей-офф не вышли                                               | В плей-офф не вышли                                               |
| 2013/14 | 54                                               | 12                                               | 4                                                | 4                                                | 4                                                | 2                                                | 28                                               | 58                                               | 105—147                                          | 23                                               | В плей-офф не вышли                                               | В плей-офф не вышли                                               |
| 2014/15 | Не участвовали в сезоне из-за финансовых проблем | Не участвовали в сезоне из-за финансовых проблем | Не участвовали в сезоне из-за финансовых проблем | Не участвовали в сезоне из-за финансовых проблем | Не участвовали в сезоне из-за финансовых проблем | Не участвовали в сезоне из-за финансовых проблем | Не участвовали в сезоне из-за финансовых проблем | Не участвовали в сезоне из-за финансовых проблем | Не участвовали в сезоне из-за финансовых проблем | Не участвовали в сезоне из-за финансовых проблем | Не участвовали в сезоне из-за финансовых проблем                  | Не участвовали в сезоне из-за финансовых проблем                  |
| 2015/16 | 60                                               | 20                                               | 3                                                | 2                                                | 5                                                | 2                                                | 28                                               | 77                                               | 139—172                                          | 21                                               | В плей-офф не вышли                                               | В плей-офф не вышли                                               |
| 2016/17 | 60                                               | 18                                               | 1                                                | 2                                                | 3                                                | 3                                                | 33                                               | 66                                               | 125—168                                          | 26                                               | В плей-офф не вышли                                               | В плей-офф не вышли                                               |
| 2017/18 | 56                                               | 22                                               | 4                                                | 3                                                | 1                                                | 4                                                | 22                                               | 85                                               | 153—146                                          | 15                                               | 0:4 — ЦСКА                                                        | Проиграли в 1/8 финала                                            |
| 2018/19 | 62                                               | 21                                               | 3                                                | 4                                                | 2                                                | 6                                                | 26                                               | 64                                               | 156—158                                          | 13                                               | 2:4 — СКА                                                         | Проиграли в 1/8 финала                                            |
| 2019/20 | 62                                               | 26                                               | 4                                                | 4                                                | 3                                                | 6                                                | 19                                               | 77                                               | 173—143                                          | 9                                                | 2:4 — Динамо (Москва)                                             | Проиграли в 1/8 финала                                            |
| 2020/21 | 60                                               | 20                                               | 7                                                | 1                                                | 2                                                | 5                                                | 25                                               | 63                                               | 157—173                                          | 16                                               | 0:4 — ЦСКА                                                        | Проиграли в 1/8 финала                                            |
| 2021/22 | 48                                               | 19                                               | 5                                                | 2                                                | 2                                                | 2                                                | 18                                               | 56                                               | 122—118                                          | 12                                               | 4:0 — Йокерит; 1:4 — СКА                                          | Проиграли в 1/4 финала                                            |
| 2022/23 | 68                                               | 21                                               | 3                                                | 4                                                | 2                                                | 6                                                | 32                                               | 64                                               | 154—192                                          | 19                                               | В плей-офф не вышли                                               | В плей-офф не вышли                                               |
| 2023/24 | 68                                               | 36                                               | 3                                                | 1                                                | 4                                                | 4                                                | 20                                               | 88                                               | 233—189                                          | 7                                                | 4:1 — Северсталь; 2:4 — Металлург Мг                              | Проиграли в 1/4 финала                                            |
| 2024/25 | 68                                               | 31                                               | 6                                                | 2                                                | 6                                                | 3                                                | 20                                               | 87                                               | 221—197                                          | 9                                                | 4:1 — Северсталь; 3:4 — Салават Юлаев                             | Проиграли в 1/4 финала                                            |
| Всего   | 938                                              | 346                                              | 55                                               | 46                                               | 51                                               | 51                                               | 389                                              | 1168                                             | 2448—2585                                        | —                                                | В плей-офф участвовали: 10 раз. Счёт (победы — поражения): 30—42. | В плей-офф участвовали: 10 раз. Счёт (победы — поражения): 30—42. |

### Лучшие бомбардиры в КХЛ
| Сезон   | Игрок                            | И                       | Ш                       | П                       | О                       |
| ------- | -------------------------------- | ----------------------- | ----------------------- | ----------------------- | ----------------------- |
| 2008/09 | Бранко Радивоевич                | 55                      | 19                      | 27                      | 46                      |
| 2009/10 | Бранко Радивоевич                | 65                      | 18                      | 37                      | 55                      |
| 2010/11 | Бранко Радивоевич Штефан Ружичка | 58 51                   | 9 20                    | 26 15                   | 35                      |
| 2011/12 | Штефан Ружичка                   | 53                      | 22                      | 17                      | 39                      |
| 2012/13 | Бранко Радивоевич                | 50                      | 4                       | 17                      | 21                      |
| 2013/14 | Вячеслав Козлов                  | 54                      | 8                       | 19                      | 27                      |
| 2014/15 | Не участвовали в сезоне          | Не участвовали в сезоне | Не участвовали в сезоне | Не участвовали в сезоне | Не участвовали в сезоне |
| 2015/16 | Лукаш Радил                      | 57                      | 13                      | 19                      | 32                      |
| 2016/17 | Мэттью Гилрой                    | 57                      | 7                       | 31                      | 38                      |
| 2017/18 | Александр Хохлачёв               | 56                      | 19                      | 32                      | 51                      |
| 2018/19 | Александр Хохлачёв               | 54                      | 18                      | 19                      | 37                      |
| 2019/20 | Артём Фёдоров                    | 56                      | 18                      | 23                      | 41                      |
| 2020/21 | Йори Лехтеря                     | 41                      | 9                       | 35                      | 44                      |
| 2021/22 | Йори Лехтеря                     | 45                      | 10                      | 29                      | 39                      |
| 2022/23 | Александр Хохлачёв               | 65                      | 19                      | 36                      | 55                      |
| 2023/24 | Николай Голдобин                 | 67                      | 37                      | 41                      | 78                      |
| 2024/25 | Николай Голдобин                 | 62                      | 21                      | 34                      | 55                      |

## Руководство
- Олег Леонидович Усачёв — председатель наблюдательного совета
- Алексей Юрьевич Жамнов — советник председателя наблюдательного совета
- Валерий Викторович Каменский — советник председателя наблюдательного совета
- Роман Сергеевич Беляев — спортивный директор
- Андрей Евгеньевич Верёвко — генеральный директор
- Дмитрий Юрьевич Былинкин — директор по развитию и экономике
- Александр Сергеевич Якушев — председатель попечительского совета
- Борис Александрович Майоров — председатель совета ветеранов
- Вячеслав Иванович Старшинов — почётный президент

## Тренерский штаб
- Алексей Жамнов — главный тренер
- Алексей Ковалёв — ассистент главного тренера
- Евгений Перов — ассистент главного тренера
- Игорь Кравчук — ассистент главного тренера
- Сергей Климкович — тренер вратарей
- Хассан Саид — тренер по физической подготовке
- Энтони Мур — тренер по физической подготовке
- Олег Новицкий — видеотренер
- Роман Баринов — видеотренер

## Текущий состав
| №          | Игрок              | Страна                             | Хват    | Дата рождения              | Рост (см) | Вес (кг) |         |
| Вратари    | Вратари            | Вратари                            | Вратари | Вратари                    | Вратари   | Вратари  | Вратари |
| ---------- | ------------------ | ---------------------------------- | ------- | -------------------------- | --------- | -------- | ------- |
| 31         | Евгений Волохин    | Россия                             | левый   | 6 апреля 2005 (20 лет)     | 190       | 76       |         |
| 50         | Артём Загидулин    | Россия                             | левый   | 8 августа 1995 (30 лет)    | 187       | 84       |         |
| 70         | Дмитрий Николаев   | Флаг России                        | левый   | 25 января 2000 (25 лет)    | 188       | 90       |         |
| Защитники  |                    |                                    |         |                            |           |          |         |
| 3          | Даниил Иванов      | Флаг России                        | левый   | 26 сентября 2003 (21 год)  | 196       | 100      |         |
| 4          | Джоуи Кин          | Флаг США                           | правый  | 2 июля 1999 (26 лет)       | 183       | 84       |         |
| 53         | Никита Тюрин       | Флаг России                        | левый   | 2 июля 2007 (18 лет)       | 184       | 79       |         |
| 55         | Дмитрий Вишневский | Флаг России                        | правый  | 3 января 1990 (35 лет)     | 180       | 85       |         |
| 62         | Даниил Орлов       | Флаг России                        | левый   | 21 декабря 2003 (21 год)   | 187       | 83       |         |
| 78         | Роман Бычков       | Флаг России                        | левый   | 10 февраля 2001 (24 года)  | 181       | 84       |         |
| 79         | Никита Ефремов     | Флаг России                        | левый   | 28 сентября 2001 (23 года) | 187       | 88       |         |
| 86         | Егор Зайцев        | Флаг России                        | левый   | 3 мая 1998 (27 лет)        | 183       | 85       |         |
| 89         | Вениамин Королёв   | Флаг России                        | левый   | 30 июня 2003 (22 года)     | 194       | 99       |         |
| 94         | Андрей Миронов     | Флаг России                        | левый   | 29 июля 1994 (31 год)      | 189       | 96       |         |
| —          | Никита Соколов     | Флаг России                        | левый   | 2 ноября 1998 (26 лет)     | 194       | 85       |         |
| Нападающие |                    |                                    |         |                            |           |          |         |
| 6          | Иван Рябов         | Флаг России                        | правый  | 26 января 2005 (20 лет)    | 182       | 82       |         |
| 11         | Егор Чезганов      | Флаг Беларуси                      | правый  | 28 июня 2002 (23 года)     | 184       | 84       |         |
| 12         | Никита Буруянов    | Флаг России                        | левый   | 2 октября 2002 (22 года)   | 178       | 83       |         |
| 13         | Михаил Мальцев     | Флаг России                        | левый   | 12 марта 1998 (27 лет)     | 191       | 90       |         |
| 16         | Данил Пивчулин     | Флаг России                        | правый  | 11 апреля 2003 (22 года)   | 184       | 77       |         |
| 17         | Иван Морозов       | Флаг России                        | правый  | 5 мая 2000 (25 лет)        | 186       | 89       |         |
| 20         | Лукас Локхарт      | Флаг Китайской Народной Республики | правый  | 1 ноября 1992 (32 года)    | 179       | 88       |         |
| 24         | Павел Порядин      | Флаг России                        | левый   | 21 июля 1996 (29 лет)      | 174       | 81       |         |
| 28         | Александр Пашин    | Флаг России                        | левый   | 28 июля 2002 (23 года)     | 172       | 80       |         |
| 29         | Нэйтан Тодд        | Флаг Канады                        | правый  | 2 декабря 1995 (29 лет)    | 185       | 86       |         |
| 35         | Никита Коростелёв  | Россия                             | правый  | 8 февраля 1997 (28 лет)    | 187       | 93       |         |
| 47         | Даниэль Усманов    | Флаг России                        | правый  | 15 апреля 2002 (23 года)   | 180       | 76       |         |
| 65         | Демид Мансуров     | Флаг России                        | правый  | 9 августа 2000 (25 лет)    | 196       | 87       |         |
| 76         | Сергей Лукьянцев   | Флаг России                        | левый   | 29 декабря 2004 (20 лет)   | 185       | 86       |         |
| 77         | Никита Сусуев      | Флаг России                        | левый   | 6 февраля 2005 (20 лет)    | 183       | 78       |         |
| 88         | Иван Воробьёв      | Россия                             | правый  | 11 марта 2002 (23 года)    | 184       | 82       |         |
| 92         | Станислав Яровой   | Россия                             | правый  | 26 августа 2003 (21 год)   | 181       | 83       |         |
| 95         | Герман Рубцов      | Флаг России                        | левый   | 27 июня 1998 (27 лет)      | 184       | 85       |         |
| 97         | Никита Холодилин   | Россия                             | левый   | 19 июня 2002 (23 года)     | 189       | 94       |         |
| 98         | Александр Беляев   | Флаг России                        | левый   | 28 марта 1999 (26 лет)     | 181       | 85       |         |
| 99         | Егор Филин         | Флаг России                        | левый   | 1 июня 1999 (26 лет)       | 174       | 70       |         |

## Игроки

### Спартаковцы — олимпийские чемпионы
- Евгений Майоров — 1964
- Вячеслав Старшинов — 1964, 1968
- Борис Майоров — 1964, 1968
- Виктор Зингер — 1968
- Виктор Блинов — 1968
- Евгений Зимин — 1968, 1972
- Александр Якушев — 1972, 1976
- Владимир Шадрин — 1972, 1976
- Юрий Ляпкин — 1976
- Виктор Шалимов — 1976
- Александр Кожевников — 1984
- Сергей Шепелев — 1984
- Виктор Тюменев — 1984
- Николай Борщевский — 1992
- Игорь Болдин — 1992
- Виталий Прохоров — 1992

### Спартаковцы — чемпионы мира и Европы
- Вячеслав Старшинов — 1963, 1964, 1965, 1966, 1967, 1968, 1969, 1970,1971
- Борис Майоров — 1963, 1964, 1965, 1966, 1967, 1968
- Евгений Майоров — 1963, 1964
- Виктор Зингер — 1965, 1966, 1967, 1968, 1969
- Виктор Блинов — 1968
- Евгений Зимин — 1968, 1969,1971
- Александр Якушев — 1967, 1969, 1970, 1973, 1974, 1975, 1979
- Владимир Шадрин — 1970,1971, 1973, 1974, 1975
- Юрий Ляпкин — 1973, 1974, 1975
- Виктор Шалимов — 1975, 1981, 1982
- Сергей Капустин — 1981, 1982, 1983
- Александр Кожевников — 1982
- Сергей Шепелев — 1981, 1982, 1983
- Виктор Тюменев — 1982, 1986
- Виктор Ярославцев — 1967
- Александр Мартынюк — 1971, 1973
- Виктор Криволапов — 1975
- Сергей Агейкин — 1986
- Евгений Паладьев — 1969, 1970, 1973

### Спартаковцы — чемпионы СССР

#### 1962
Вратари — Анатолий Платов, Виталий Павлушкин;
Защитники — Валерий Кузьмин, Алексей Макаров, Владимир Испольнов, Анатолий Рыжов, Евгений Кобзев.
Нападающие — Вячеслав Старшинов, Борис и Евгений Майоровы, Валерий Фоменков, Игорь Кутаков, Александр Кузнецов, Рауф Булатов, Валерий Ярославцев, Виктор Ярославцев, Юрий Глухов, Владимир Прокофьев, Виктор Литвинов, Борис Куренной. Анатолий Фирсов по ходу сезона перешёл в ЦСКА.
Старший тренер — Александр Никифорович Новокрещёнов.

#### 1967
Вратарь — Виктор Зингер, Александр Прохоров.
Защитники — Виктор Блинов, Дмитрий Китаев, Валерий Кузьмин, Игорь Лапин, Алексей Макаров, Евгений Кобзев, Владимир Мигунько.
Нападающие — Юрий Борисов, Евгений Зимин, Борис и Евгений Майоровы, Александр Мартынюк, Анатолий Севидов, Вячеслав Старшинов, Валерий Фоменков, Владимир Шадрин, Александр Якушев, Виктор Ярославцев.
Старший тренер — Всеволод Михайлович Бобров, тренер — Юрий Иванович Глухов.

#### 1969
Вратари — Виктор Зингер, Александр Гысин.
Защитники — Дмитрий Китаев, Валерий Кузьмин, Игорь Лапин, Евгений Паладьев, Алексей Макаров, Владимир Меринов, Владимир Мигунько.
Нападающие — Борис Майоров, Вячеслав Старшинов, Евгений Зимин, Александр Якушев, Владимир Шадрин, Александр Мартынюк, Анатолий Севидов, Геннадий Крылов, Валерий Фоменков, Юрий Борисов, Виктор Ярославцев.
Старший тренер — Николай Иванович Карпов, тренер — Виктор Григорьевич Шувалов.

#### 1976
Вратари — Виктор Зингер, Виктор Криволапов, Юрий Новиков.
Защитники — Юрий Ляпкин, Сергей Коротков, Валентин Марков, Владимир Кучеренко, Фёдор Канарейкин, Василий Спиридонов.
Нападающие — Виктор Шалимов, Владимир Шадрин, Александр Якушев, Александр Мартынюк, Геннадий Крылов, Валентин Гуреев, Алексей Костылев, Аркадий Рудаков, Александр Баринев, Виктор Пачкалин, Валерий Брагин, Владимир Трунов.
Старший тренер — Николай Иванович Карпов, тренер — Валерий Иванович Фоменков.

### Спартаковцы — обладатели Кубка СССР
1970
Вратари — Александр Гысин, Виктор Зингер.
Защитники — Валерий Кузьмин, Евгений Паладьев, Владимир Мигунько, Владимир Меринов, Алексей Макаров.
Нападающие — Александр Мартынюк, Владимир Шадрин, Александр Якушев, Виктор Ярославцев, Геннадий Крылов, Константин Климов, Владимир Марков, Вячеслав Старшинов, Евгений Зимин, Валентин Гуреев, а также не принимавшие участие в финале Игорь Лапин, Борис Пономарёв, Анатолий Севидов и Сергей Коротков были награждены дипломами первой степени и вымпелами Федерации хоккея СССР.
Старший тренер — Борис Александрович Майоров, тренер — Юрий Иванович Глухов.
1971
Вратари — Виктор Зингер.
Защитники — Валерий Кузьмин, Алексей Макаров, Владимир Меринов, Владимир Мигунько, Евгений Паладьев, Борис Пономарёв.
Нападающие — Валентин Гуреев, Евгений Зимин, Константин Климов, Сергей Коротков, Геннадий Крылов, Владимир Марков, Александр Мартынюк, Анатолий Севидов, Вячеслав Старшинов, Владимир Шадрин, Виктор Шалимов, Александр Якушев, Виктор Ярославцев.
Старший тренер — Борис Александрович Майоров, тренер — Валерий Иванович Фоменков.

## Список главных тренеров
- Александр Игумнов (1946—1947)
- Серафим Соколов (1947)
- Александр Игумнов (1947—1955)
- Анатолий Сеглин (1955—1958)
- Анатолий Егоров (1958)
- Александр Игумнов (1958—1960)
- Александр Новокрещёнов (1960—1963)
- Борис Афанасьев (1963—1964)
- Всеволод Бобров (1964—1967)
- Евгений Майоров (1967—1968)
- Николай Карпов (1968—1970)
- Борис Майоров (1970—1971)
- Юрий Баулин (1971—1972)
- Вячеслав Старшинов (1972—1975)
- Николай Карпов (1975—1977)
- Роберт Черенков (1977—1978)
- Анатолий Ватутин (1978—1979)
- Борис Кулагин (1979—1984)
- Владимир Шадрин (1984)
- Евгений Зимин (1984—1985)
- Борис Майоров (1985—1989)
- Александр Якушев (1989—1993)
- Валентин Гуреев (1993—1995)
- Виктор Шалимов (1995—1996)
- Вячеслав Анисин (1996—1997)
- Фёдор Канарейкин (1997—1998)
- Александр Якушев (1998—2000)
- Николай Соловьёв (2000—2002)
- Фёдор Канарейкин (2002)
- Сергей Шепелев (2002—2005)
- Валерий Брагин (2005—2007)
- Милош Ржига (2007—2010)
- Андрей Яковенко (2010, и. о.)
- Игорь Павлов (2010)
- Андрей Яковенко (2010—2011)
- Виктор Пачкалин (2011)
- Франтишек Госса (2011)
- Андрей Сидоренко (2011—2012)
- Фёдор Канарейкин (2012—2014)
- Герман Титов (2015—2016)
- Алексей Ярушкин (2016—2017)
- Вадим Епанчинцев (2017—2018)
- Игорь Уланов (2018—2019, и. о.)
- Олег Знарок (2019—2021)
- Борис Миронов (2021—2022)
- Алексей Заварухин (2022, и. о.)
- Игорь Гришин (2022—2023)
- Алексей Заварухин (2023, и. о.)
- Алексей Жамнов (2023—н. в.)